# Schloss Pienzenau

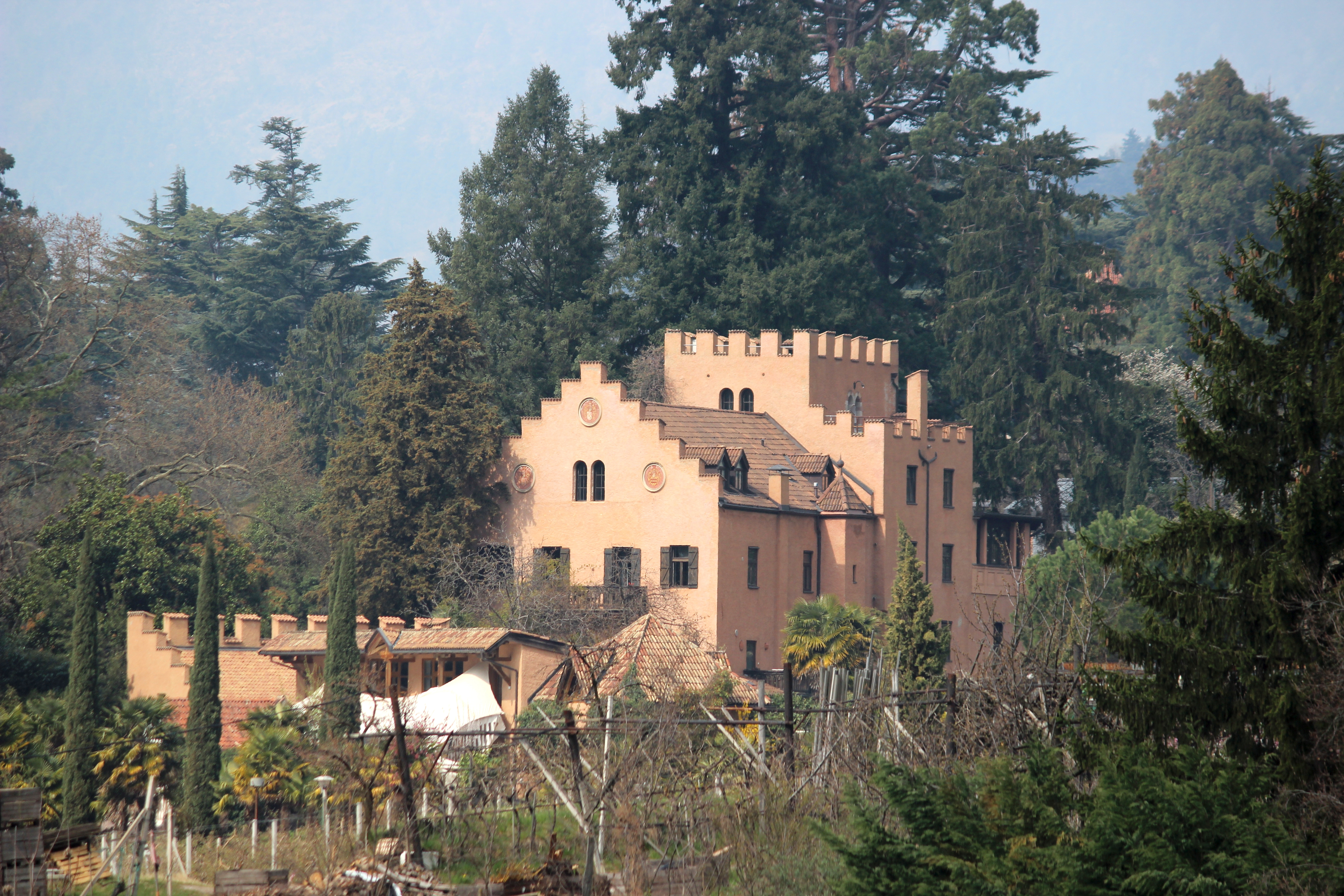
Schloss Pienzenau

Schloss Pienzenau ist ein mehrere Hektar umfassendes Anwesen im Meraner Ortsteil Obermais in Südtirol.
Erste urkundliche Aufzeichnungen eines bäuerlichen Gutshofs im Besitz von Klara und Ulrich von Pienzenau (domina Clara dicta Penznawerin) finden sich um 1394. Im 16. Jahrhundert war Georg Büchler von Weidenegg der Besitzer. 1779 besaßen es Benediktinermönche des bayerischen Klosters Ettal und Pienzenau wurde zum Prälatengut. Die Rebanlagen von Pienzenau deckten große Teile des Rotweinbedarfs der Klöster (u. a. Messwein). Neben der bäuerlichen Bewirtschaftung war Pienzenau für die Mönche auch Besinnungsort und Erholungsstätte. Eine Wegkapelle mit Andachtsnische an der Westmauer ist bis heute als Exklave im Besitz von Kloster Ettal geblieben. Im Auftrag der Benediktinermönche wurde von einem spanischen Botaniker und Gartengestalter der weitläufige Park angelegt, in dem man viele verschiedene mediterrane Sträucher und Baumarten wie Hanfpalmen, Affenrutschbaum, Zypressen, Zedern, Aracanda und Bambus findet.
Unter Kaiser Franz Josef um die Mitte des 19. Jahrhunderts erfolgte der Einzug der kirchlichen Besitztümer – der Gutshof Pienzenau stand zum Verkauf. Im regen Besitzerwechsel scheint Johann Prunner, Wirt und Freiheitskämpfer aus Schenna, auf; 1849 erwarb ihn Josef von Trauttmannsdorff-Weinsberg, nach dessen Tod 1869 erbte der Reichsritter Moritz von Leon das Anwesen (zusammen mit Schloss Trauttmansdorff). Moritz von Leon begann den Gutshof schlossartig umzubauen und verkaufte ihn 1884 an Eugen von Popoff – einen anerkannten Obstbau-Pionier. Es waren Zeiten des Umbruchs auf Pienzenau, die Gebäude wurden mit Zinnen versehen und der Innenausbau erneuert – ein Kommen und Gehen von blaublütigen Besuchern und Gästen besonders zur Sissi-Zeit von 1870 bis 1900 war zu vermerken. Viermal wählte die Kaiserin das nahegelegene Schloss Trauttmansdorff zu ihrem Feriendomizil – für ihren Hofstaat samt Pferden und Kutschen wurden die umliegenden Schlösser Rametz, Rubein und Pienzenau auserkoren.
Ende des 19. Jahrhunderts bezeichnete die lokale Presse das Anwesen als ehemaligen Bauernhof, Villa, Ansitz, Schloss oder Burg Pienzenau, ab 1889 setzte sich die Bezeichnung Schloss durch.
Es folgten wechselnde Besitzer, etwa Paul Kuh-Chrobak, der Künstler wie Richard Strauss hier zu Gast hatte, bis die Familie Schölzhorn 1969 das Anwesen erwarb und es von Grund auf renovierte. Die Räumlichkeiten und Freiflächen im Park werden heute vom Gastronomiebetrieb Schloss Pienzenau als Schlossherberge mit öffentlichem Restaurant (Bistro Pienzenau) genutzt und für Feste, Hochzeiten und andere Veranstaltungen angeboten.